# Peter Faller

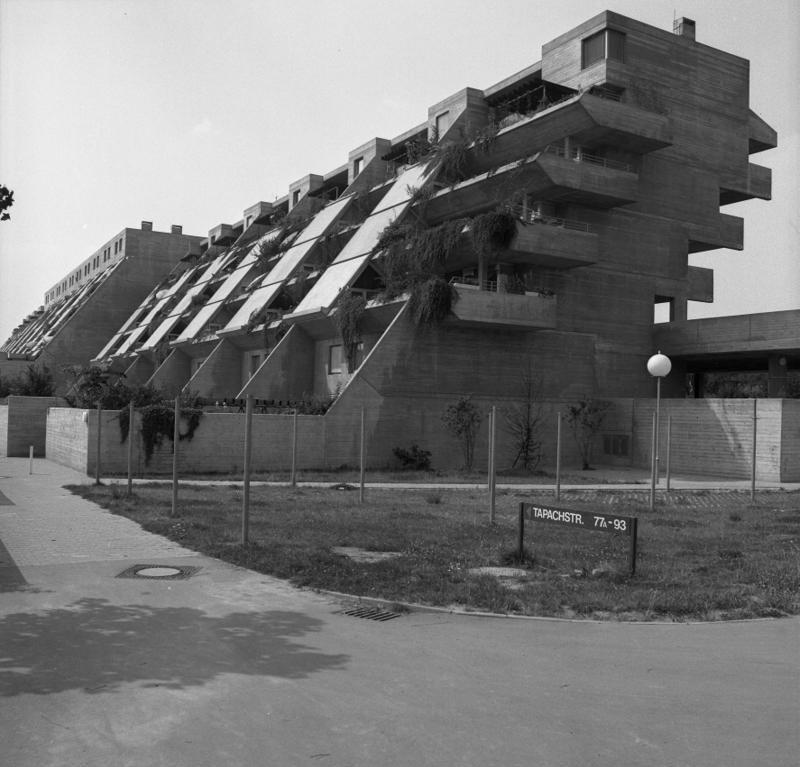
Terrassenhaus an der Tapachstraße, Stuttgart (1965–1968)

Peter Faller (* 22. Februar 1931 in Lörrach) ist ein deutscher Architekt, Autor und emeritierter Universitätsprofessor.

## Leben
Faller begann 1951 mit einem Architekturstudium an der Technischen Hochschule in Stuttgart und diplomierte dort 1958. Anschließend war er als Assistent bei  Rolf Gutbrod am Lehrstuhl tätig. 1965 gründete Peter Faller   zusammen mit Hermann Schröder und Claus Schmidt ein Architekturbüro in Stuttgart. Von 1977 bis 1989 hatte Faller ein gemeinsames Büro mit Christian Muschalek.
Faller heiratete 1980 die Textildesignerin und Handweberin Arja Nenonen. Sie hat zwei Söhne aus erster Ehe.

### Mitgliedschaften
Faller wurde 1974 in den Bund Deutscher Architekten berufen. 1996 folgte die Mitgliedschaft in der Alvar-Aalto-Gesellschaft Helsinki.

### Lehrtätigkeit
Faller war 1960 für ein Jahr Gastlehrer an der Kingston-School of Art und 1962 für ein Jahr als Gastlehrer an der School of Architecture der University of Virginia tätig. 1977 wurde er an die Universität Stuttgart berufen. Faller war dort bis 1997 als Professor für Gebäudelehre und Entwerfen tätig.

### Forschungsarbeiten
Zwischen 1970 und 1973 forschte Faller an einer städtebaulichen Verdichtung durch terrassierte Bauten in der Ebene (Beispiel: Wohnhügel) und von 1978 bis 1979 für die Bauen und Wohnen FBW Planungsbeteiligung im Geschossbau (Beispiel: Schnitz).

## Bauten

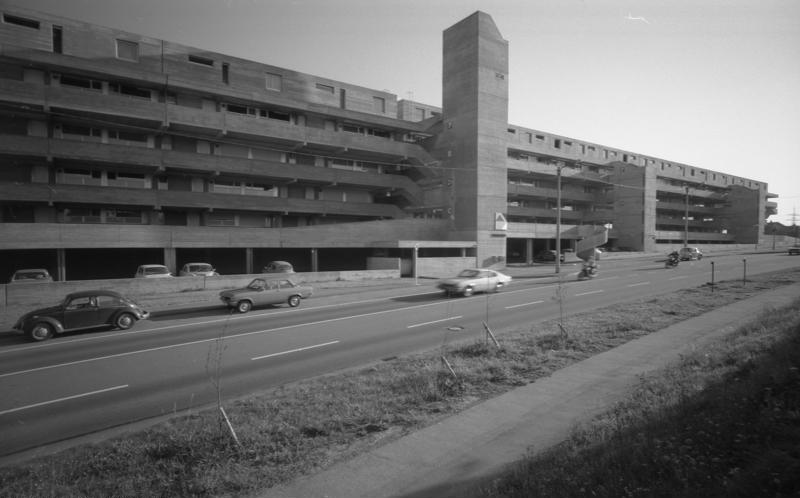
Terrassenhaus an der Tapachstraße, Stuttgart

als Mitglied der Architektengemeinschaft Faller + Schröder:
- 1964–1968: Wohnhügel, Marl mit Roland Frey und Claus Schmidt[2][3]
- 1965–1968: Terrassenwohnanlage Tapachstrasse, Rot[4][5] mit Kit Allsopp
- 1968–1970: Wohnungsbau, Wiblingen
- 1967–1971: Wohnungsbau, Ravensburg-Hochberg
- 1969–1971: Terrassenhäuser, Stuttgart Neugereut[6][7]
- 1972–1974: Mehrfamilienwohnhaus „Schnitz“ Ibisweg 17/19, Neugereut[8]

## Auszeichnungen und Preise
- 1965: 2.  Preis - Deutscher Pavillon für die Weltausstellung, Montreal
- 1968: Paul-Bonatz-Preis der Stadt Stuttgart
- 1969: Hugo-Häring-Preis für Wohnhügel, Marl
- 1971: Paul-Bonatz-Preis der Stadt Stuttgart
- 1972: Internationaler Architekturpreis des Institute Nat. du Logement, Brüssel
- 1972: Hugo-Häring-Preis für Wohnanlage Tapachstrasse, Stuttgart-Rot
- 1974: Hugo-Häring-Preis für Terrassenwohnung, Stuttgart-Neugereut
- 1975: Paul-Bonatz-Preis der Stadt Stuttgart
- 1975: Architekturpreis Beton für die Terrassenhäuser, Stuttgart-Neugereut
- 1978: Internationaler Architekturpreis des Institute Nat. du Logement, Brüssel
- 1978: Hugo-Häring-Preis für Mehrfamilienwohnhaus „Schnitz“, Stuttgart-Neugereut

## Vorträge
- 1980: South London Polytechnic
- 1984: Universität Hefei (V.R. China Austauschprogramm mit der Uni Stuttgart. Mehrwöchige Vortragsreihe zu Wohnbauthemen)
- 1986: Goethe-Institut Montevideo, Uruguay
- 2002: Vorträge an vier chinesischen Hochschulen anlässlich der Buchvorstellung „Der Wohngrundriss“

## Publikationen
- Peter Faller (Hrsg.): Der Wohngrundriss. Wüstenrot Stiftung und Deutsche Verlagsanstalt, 1996, ISBN 3-421-03211-4. (wissenschaftlicher Mitarbeiter: Eberhard Wurst)